# واهان میناخوریان
واهان میناخوریان (ارمنی: Վահան Մինախորյան؛ زاده ۱۸۸۴ – درگذشته ۱۹۴۶) سیاستمدار اهل ارمنستان بود. وی آخرین وزیر آموزش و پرورش در نخستین جمهوری ارمنستان بود.

## زندگی‌نامه
وی در ۱۸۸۴ در گنجه به دنیا آمد و در ۱۹۴۶ در سن ۶۲ سالگی در بلگراد درگذشت.